# Преса Дейли
„Преса Daily“ е български ежедневник, издаван от „Обединени свободни медии“ АД, с главен редактор Тошо Тошев, който в продължение на 20 години е главен редактор на вестник „Труд“.